# Carson Range
Die Carson Range [ˈkɑːɹsn̩ ɹeɪndʒ] (deutsch „Carson-Kette“) ist ein Gebirgsvorsprung der Sierra Nevada und erstreckt sich entlang des Ostufers des Lake Tahoe. Die Bergkette hat eine Länge von rund 84 km und bildet Nevadas einzigen Anteil an der Sierra Nevada.
Obwohl die Carson Range als Teil der Sierra Nevada angesehen wird, liegt sie bereits gänzlich im Großen Becken. Sie beginnt im Süden – rund 20 km südlich von South Lake Tahoe – am Luther-Pass, verläuft dann entlang der östlichen Uferbegrenzung des Lake Tahoe und endet schließlich am Truckee River, unweit von Reno. Höchste Erhebungen sind der Freel Peak (3.317 m) und Mount Rose (3.284 m).